# Genesis (groupe)
Pour les articles homonymes, voir Genesis.
Genesis est un groupe britannique de rock, considéré comme un des pionniers du genre progressif. Il connaît un succès important à partir des années 1970, culminant dans les décennies 1980 et 1990. Peter Gabriel et Phil Collins, initialement batteur du groupe et remplaçant le premier au chant après son départ en 1975, en sont les figures emblématiques. Avec environ 150 millions d'albums vendus à travers le monde, Genesis se classe parmi les trente artistes et groupes ayant vendu le plus d'albums de tous les temps. Le groupe figure depuis 2010 au Rock and Roll Hall of Fame.
Fondé en 1967 par Peter Gabriel, Mike Rutherford, Tony Banks, Anthony Phillips et Chris Stewart alors qu'ils sont encore lycéens, Genesis connaît de nombreux changements de personnel durant ses cinq décennies d'existence, compensés par la présence immuable de Rutherford et Banks. Après l'échec commercial d'un premier album studio avec John Silver à la batterie, entre autres à cause de son titre From Genesis to Revelation qui lui vaudra d'être classé avec les disques religieux, le deuxième album, Trespass, avec John Mayhew à la batterie, reçoit un meilleur accueil. La formation se stabilise  entre 1971 et 1975 : Peter Gabriel au chant, à la flûte traversière et aux percussions, Phil Collins à la batterie, percussions et aux chœurs, Tony Banks aux claviers et occasionnellement à la guitare douze cordes, Mike Rutherford à la basse et à la guitare rythmique et Steve Hackett à la guitare. Durant cette période, Genesis produit quatre albums studio et un en concert. Fin 1975, Peter Gabriel quitte le groupe : le batteur Phil Collins en devient également le chanteur, alors qu'en concert il est secondé à la batterie par Bill Bruford en 1976, puis à partir de l'année suivante, par l'Américain Chester Thompson.
En 1977, quand le guitariste Steve Hackett s'en va à son tour, durant le mixage de l'album en public Seconds Out, c'est le bassiste Mike Rutherford qui va aussi assurer toutes les parties de guitare sur les enregistrements suivants du groupe, alors qu'en concert, il sera assisté à la guitare et à la basse par Daryl Stuermer, également américain. C'est à partir de cette formule à trois qui dure jusqu'au milieu des années 1990 que le groupe va connaître ses plus grand succès commerciaux. En parallèle des membres connaissent également le triomphe commercial en dehors du groupe dont Mike Rutherford avec son groupe Mike + The Mechanics et surtout Peter Gabriel et Phil Collins.
Après le départ de Phil Collins, Mike Rutherford et Tony Banks décident de continuer avec un nouveau chanteur, Ray Wilson et composent un nouvel album, Calling All Stations, enregistré avec deux batteurs, Nick D'Virgilio et Nir Zidkyahu, qui se partagent les titres. Cet album est le seul avec Ray Wilson au chant et, à ce jour, le dernier album original du groupe. Cette formation se sépare en 1999 après une tournée européenne qui inclut le guitariste-bassiste Anthony Drennan et le batteur Nir Zidkyahu.
Genesis se reforme en 2007 : Banks, Collins, Rutherford sont accompagnés de nouveau par Thompson et Stuermer, le temps d'une grande tournée mondiale couronnée de succès. L'avenir du groupe reste en suspens durant les treize années suivantes, compte tenu des problèmes de santé de Phil Collins qui ne peut plus jouer de batterie, et des projets en solo des autres membres. Le groupe annonce cependant, en mars 2020, une tournée en Grande-Bretagne et en Amérique du Nord pour l'automne, The last domino? Tour, reportée l'année suivante du fait de la pandémie de Covid-19, avec Phil Collins uniquement au chant, Daryl Stuermer et Mike Rutherford à la guitare et à la basse, Tony Banks aux claviers, ainsi que Nicholas Collins, le fils de Phil, à la batterie, et pour la première fois deux choristes, Daniel Pearce et Patrick Smyth. Elle débute le 20 septembre 2021 à Birmingham et s'achève le 26 mars 2022 à Londres ; lors de ce dernier concert, Phil Collins annonce qu'il s'agit aussi du dernier concert du groupe, qui termine ainsi officiellement sa carrière.

## Biographie

### Débuts et premier album contrarié (1967-1969)
Le groupe est formé en 1967 par de jeunes étudiants du collège Charterhouse (situé au sud-ouest de Londres) issus de deux jeunes groupes distincts : Peter Gabriel au chant, Tony Banks au piano et Chris Stewart à la batterie, du groupe Garden Wall ; les guitaristes Mike Rutherford et Anthony Phillips du groupe Anon, un diminutif de Anonymous. C'est à cette époque que Peter Gabriel écrit avec Tony Banks leur première chanson commune, She is Beautiful, qui deviendra The Serpent sur le premier album. Désormais, le groupe qui s'appellera plus tard Genesis est complet. Étant des auteurs-compositeurs ambitieux, Gabriel, Banks, Rutherford et Philips veulent repousser les limites de la musique pop et deviendront vite l'un des groupes précurseurs d'un nouveau genre, le rock progressif, de la même manière que Yes et King Crimson. En 1968, ils décrochent un contrat et sortent leur premier single The Silent Sun, avant que Chris Stewart ne soit remplacé à la batterie par John Silver.
Genesis enregistre et publie en mars 1969, From Genesis to Revelation, à la suite d'un accord conclu avec Jonathan King, compositeur et producteur, lui aussi ancien élève de Charterhouse et qui jouit à cette époque du succès de son single, Everyone's Gone to the Moon. King trouve le nom du groupe et ils enregistrent une série de chansons pop principalement composées par Gabriel et Banks, grandement influencé par le style musical des Bee Gees et des Beatles. King rassemble le tout sur une sorte d'album-concept, ajoutant des arrangements de violons de son cru. C'est un échec commercial complet. Par manque de communication, le disque se retrouve classé en musique religieuse chez certains disquaires : le nom du groupe signifie en effet « Genèse » et le titre de l'album, « de la Genèse à la Révélation » (autre nom de l'Apocalypse selon saint Jean), entretient la confusion. Le groupe, se sentant manipulé par King, choisit de rompre son contrat. Par la suite, King tentera de profiter au mieux de ses droits sur ses seuls titres de Genesis à travers de multiples rééditions.

### Trespasset arrivée de Collins et Hackett (1970-1971)
Libérés de cet engagement, Genesis a désormais la possibilité d'expérimenter davantage en studio et de composer des chansons plus longues, plus rock et beaucoup plus imaginatives qui s'apparenteront au rock progressif. Ils signent avec le nouveau label Charisma Records, et l'album Trespass avec John Mayhew, nouveau batteur, sort à l'automne 1970. Le guitariste Anthony Phillips quitte toutefois le groupe à la fin de l'année, en raison d'excès de trac sur scène. Le départ de ce membre fondateur est un traumatisme pour Gabriel, Banks et Rutherford. Le groupe s'interroge un temps sur son avenir sans lui. Finalement, chacun renouvelle son engagement, mais John Mayhew fait les frais de cette reprise en main et, jugé techniquement trop faible pour les ambitions musicales du groupe, disparaît de la formation.
Phil Collins répond bientôt à une annonce passée par Genesis dans le journal Melody Maker ; le groupe est à la recherche d'un batteur « sensible à la guitare douze cordes ». Il se voit convié à passer une audition dans la maison de Gabriel. Selon certains documentaires traitant de cette audition, Collins est choisi car, contrairement aux autres prétendants, il n'essaie pas d'impressionner les membres du groupe par sa technique. Pendant que les premiers batteurs auditionnent, il fait quelques longueurs de piscine tout en écoutant les morceaux. Pour sa part, il avouera en entretien qu'il a juste eu à se relaxer dans la piscine en écoutant les autres, retenant ainsi les morceaux à jouer. Volontiers boute-en-train, Collins fait preuve d'une tranquille assurance à la batterie qu'il pratique depuis l'âge de 5 ans. Phil s'est rendu à cette audition avec le guitariste de son ancien groupe Flaming Youth, Ronnie Caryl, car Genesis n'a toujours pas de remplaçant pour Anthony Phillips. Mais le guitariste n'est pas retenu car son style plus bluesy ne correspond pas au groupe. À cette époque d'ailleurs, Genesis joue avec un dénommé Mick Barnard en concert, en attendant de trouver quelqu'un qui s'intègre mieux au son du groupe. Ronnie jouera tout de même avec Genesis le temps d'un concert à Aylesbury.
Peter Gabriel téléphone ensuite à Steve Hackett, à la lecture de l'annonce que ce dernier a posté dans le Melody Maker, qu recherche des « musiciens décidés à s'émanciper des formes musicales en place ». Il est enthousiasmé par un concert du groupe auquel il est invité, et impressionne par son sérieux et sa technique lors de son audition. Il est donc retenu.

### Montée progressive et albums culte du rock progressif (1971-1973)

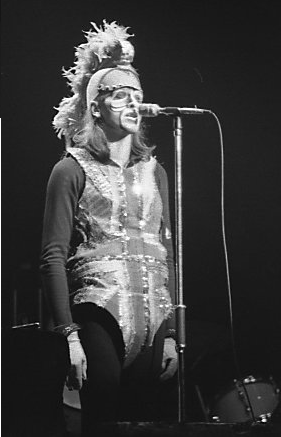
Peter Gabriel en concert à Toronto en octobre 1974.

La venue du batteur Phil Collins et du guitariste Steve Hackett sera décisive pour le groupe ; excellents musiciens, ils apporteront à Gabriel, Banks et Rutherford, avant tout des auteurs-compositeurs, un professionnalisme et un nouveau souffle au son du groupe. Genesis sort l'album Nursery Cryme en 1971, contenant notamment The Musical Box qui avait déjà été développée à l'époque d'Anthony Phillips et The Fountain of Salmacis. En 1972, l'album Foxtrot, qui comprend le morceau de vingt-trois minutes intitulé Supper's Ready (œuvre emblématique du rock progressif), ainsi que le titre Watcher of the Skies inspiré par Arthur C. Clarke, assoit la réputation de Genesis quant à la qualité de ses textes et de ses compositions. La présence théâtrale exubérante de Peter Gabriel sur scène, qui change de nombreuses fois de costumes et raconte des histoires surréalistes en introduction à certaines chansons, fait rapidement du groupe l'un des plus populaires de la scène britannique des années 1970.
1973 marque la parution d'un album désormais classique de Genesis : Selling England by the Pound. Très abouti avec son premier single à succès I Know What I Like (In Your Wardrobe), vingt-et-unième dans les charts britanniques en 1974 tandis que l'album arrive troisième - il perce aux États-Unis pour la première fois (soixante-dixième). Il contient en outre Firth of Fifth, chanson dans laquelle on retrouve un célèbre solo de guitare de Hackett sur une mélodie de Tony Banks ; The Cinema Show renferme quant à lui un solo de synthétiseur (ARP Pro Soloist) de Tony, soutenu par la section rythmique de Collins sur une mesure à 7/8. À cette époque, le groupe signe avec le nouveau manager Tony Smith qui publiera par la suite la plupart des productions de Genesis par l'intermédiaire de sa compagnie Hit and Run Music Publishing.

### The Lamb Lies Down on Broadwayet départ de Peter Gabriel (1974-1975)

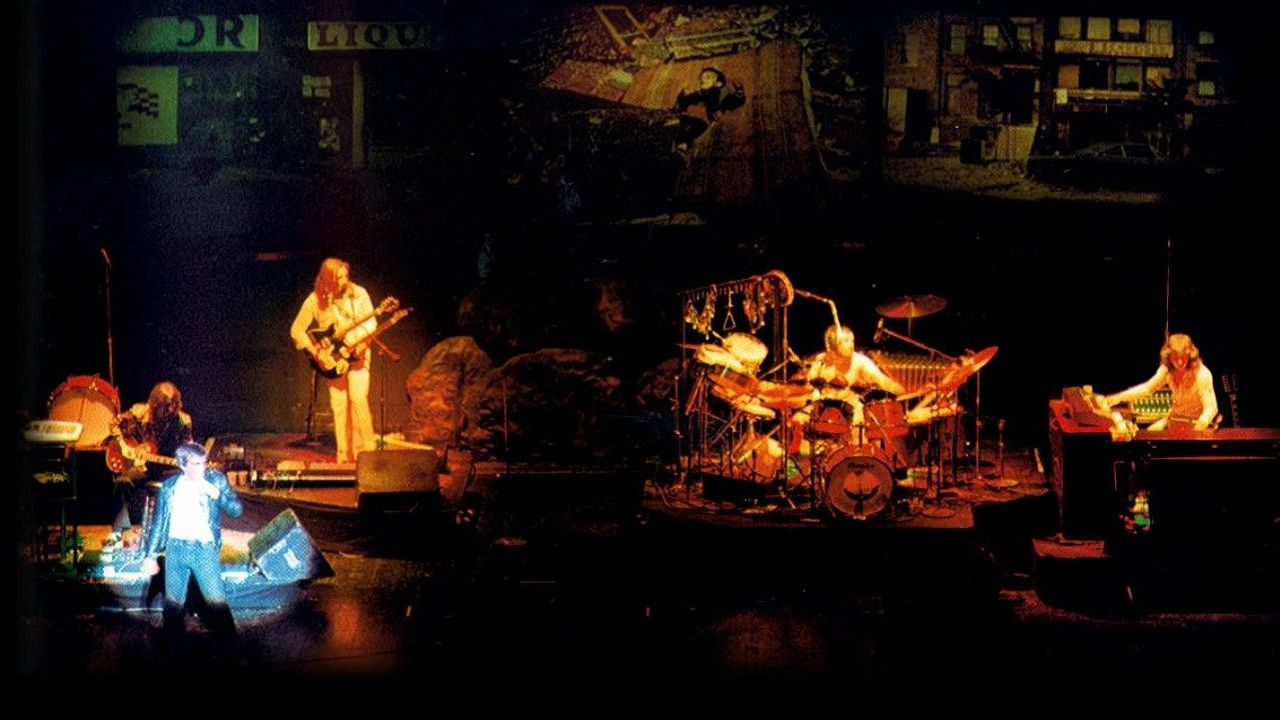
Genesis lors de la tournée Lamb Tour 1974-1975

Peter Gabriel quitte le groupe en 1975, après la tournée de l'album-concept The Lamb Lies Down on Broadway paru en 1974. Il se sent de plus en plus à part dans le groupe, les autres supportant de moins en moins son importance croissante dans les médias, voire écrasante, sous-entendant que les autres membres de Genesis étaient sans importance. Son mariage ainsi que la naissance de son premier enfant n'ont fait qu'ajouter à son inconfort personnel ; il a bien failli ne jamais voir sa fille car les premières semaines qui ont suivi sa naissance, elle était entre la vie et la mort et cette période fut très éprouvante pour lui et sa femme Jill. Les autres membres écrivent pratiquement toutes les musiques de ce double album sans la participation de Gabriel qui se charge de son côté de concevoir l'histoire et la totalité des paroles.
Steve Hackett se sent par ailleurs à l'étroit et sort son premier album solo, Voyage of the Acolyte, en 1975, auquel participent Mike Rutherford et Phil Collins.

### Continuité en quatuor (1976-1977)
À la suite du départ de Gabriel, les médias sont persuadés que le groupe va se séparer. Mais les autres membres du groupe veulent continuer et ainsi prouver que Genesis peut exister sans Peter Gabriel. Ils composent donc de nouvelles chansons et cherchent un nouveau chanteur. Après avoir entendu plusieurs prétendants au poste de chanteur principal (« Nous avons eu énormément d'excentriques, à cause de Peter et de ses accoutrements » déclarera Rutherford à ce sujet lors d'un entretien), Banks et Rutherford se tournent finalement vers leur batteur Phil Collins, qui accompagnait déjà dans les chœurs Peter Gabriel et avait déjà chanté seul sur For Absent Friends et More Fool Me.
Le groupe passe ainsi de quintette à quatuor. Dans cette formation, il enregistre les albums A Trick of the Tail et Wind and Wuthering sortis tous deux en 1976, et qui outre de présenter un autre chanteur, marquent l'abandon de la flûte traversière, naguère tenue par Gabriel, dans la musique de Genesis. En concert, Tony Banks reprendra au clavier certaines parties de flûte comme dans Supper's Ready ou Firth of Fifth.
Bill Bruford, ancien batteur de Yes et de King Crimson, intègre le groupe pour jouer sur la tournée A Trick of the Tail de 1976, remplacé l'année suivante par l'américain Chester Thompson, un ancien de la jazz fusion ayant joué avec Weather Report et Frank Zappa, qui devient de la sorte le premier non britannique à jouer dans le groupe. C'est notamment à l'écoute du disque Roxy and Elsewhere et plus particulièrement du duo de batterie que joue Thompson avec Ralph Humphrey sur la chanson More Trouble Everyday, que Collins le contacte et lui propose de rejoindre le groupe. Ce dernier accepte, et son prestige est tel qu'aucune audition ne s’avérera nécessaire. Chester Thompson rejoint tout simplement le groupe en répétition au début de l'année 1977 uniquement pour les concerts, vu qu'en studio c'est toujours Phil Collins qui est à la batterie.

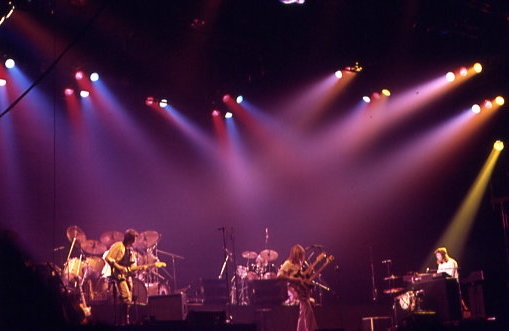
Genesis à Toronto en 1977 avec Chester Thompson à la batterie

Thompson joue de la batterie en concert pendant que Collins chante sous les projecteurs, mais Collins retourne derrière sa batterie pour jouer en duo, comme sur les passages instrumentaux Dance on a Volcano, Los Endos, Firth of Fifth qui deviennent des classiques du groupe et des temps forts de ses concerts, tout comme les « conversations de batterie » ou solo à deux dont les deux percussionnistes gratifient le public. Par ailleurs la voix de Phil Collins sera vite adoptée par les fans, aidée sans doute par la ressemblance indéniable avec celle de Peter Gabriel. Sur scène, le batteur-chanteur adopte une attitude beaucoup moins théâtrale que son prédécesseur, plaisantant et jouant avec le public.

### Consécration mondiale à trois (1977–1984)
Lorsque Steve Hackett quitte le groupe en 1977, Mike Rutherford devient l'unique guitariste et le groupe devient alors un trio (Collins, Banks, Rutherford), fait reflété par le titre de son album ...And Then There Were Three... sorti en 1978. Cet album marque l'orientation vers un rock progressif simplifié aux accents plus pop. C'est à ce moment-là qu'apparaissent les premiers succès du groupe sur les radios américaines, avec entre autres Follow You Follow Me. Cette même année, pour les tournées, Genesis s'adjoint le guitariste Daryl Stuermer en remplacement de Hackett, lui aussi américain et venant du même univers que Chester Thompson. Cette formule avec deux batteurs (Collins et Thompson) et deux guitaristes-bassistes (Rutherford et Stuermer) sur scène, « le live le plus fort » de l'histoire du groupe selon Tony Banks, va fonctionner pour de nombreuses tournées successives à travers le monde, jusqu'à la dernière en 1992, et de nouveau pour le Turn it on Again Tour en 2007 et The Last Domino? Tour en 2022, cette dernière avec Nic Collins, fils de Phil, à la batterie à la place de Thomson.

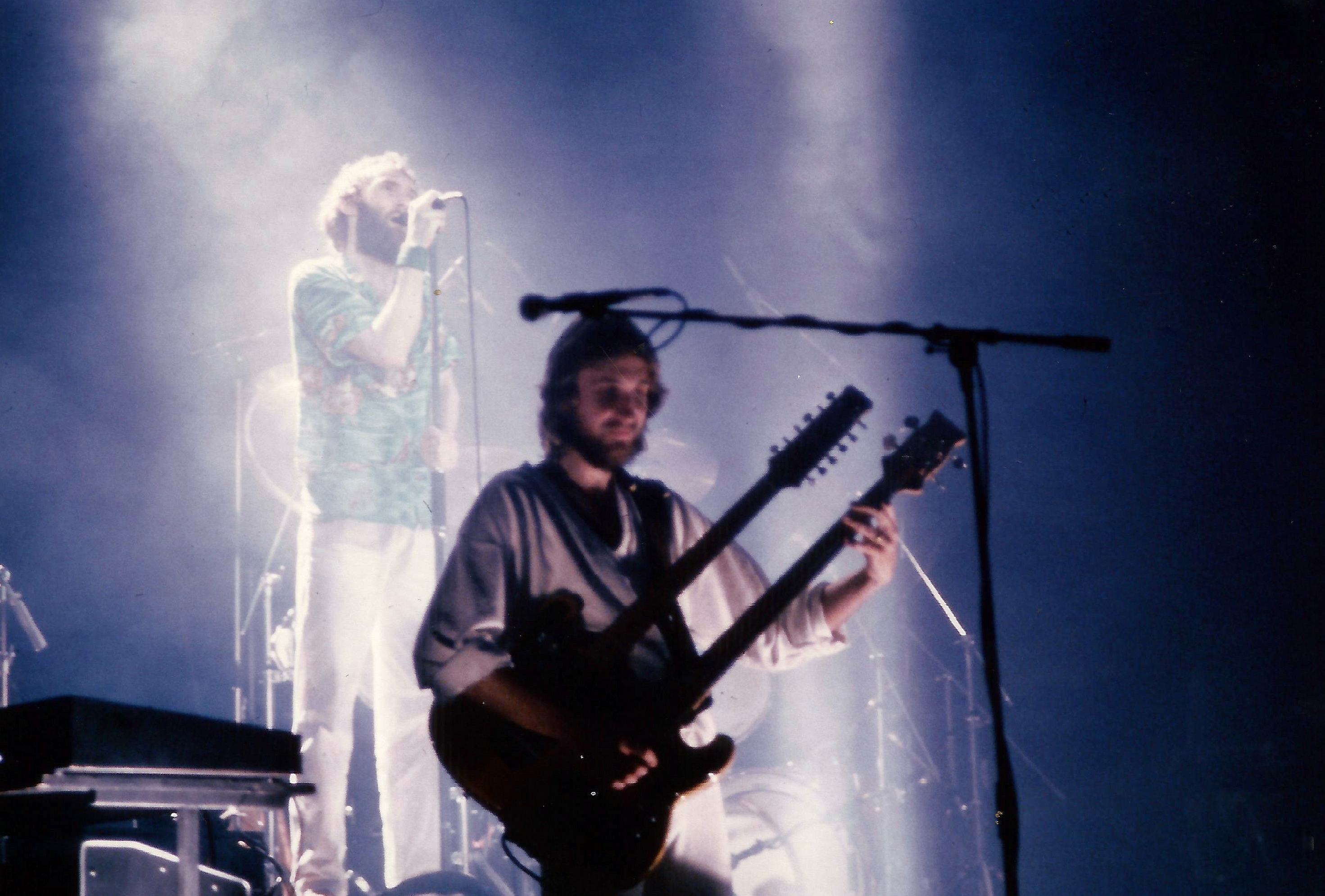
Mike Rutherford et Phil Collins en concert à Liverpool en 1980.

En 1980, l'album Duke fournit au groupe deux gros succès avec Turn It On Again et Misunderstanding, devenus disques de platine, et la réussite commerciale du groupe se confirme ainsi d'album en album tout au long des années 1980, alimentée par le propre succès de Collins en tant qu'artiste solo jusqu'à son départ du groupe en 1996. Néanmoins, les chansons de Genesis, qu'elles soient courtes ou longues, restent toujours aussi complexes. Et le trio compose toujours des titres de rock progressif, comme en témoigne l'instrumental Duke's Travel - Duke's End qui clôt l'album. Sur celui-ci, Tony Banks abandonne le mellotron qu'il utilisait depuis l'album Trespass pour produire des sonorités de cordes, voix et flûte, au profit de divers synthétiseurs et d'un vocodeur.
En 1981, sort l'album Abacab dans lequel le groupe explore de nouvelles voies musicales. C'est le premier album du groupe enregistré dans sa ferme de Fisher Lane, à Chiddingfold, Surrey. Le morceau homonyme, Abacab, en est l'illustration avec un usage immodéré de sons synthétiques nouveaux, principalement sur les claviers de Tony Banks et les percussions de Phil Collins (boite à rythmes). Rutherford explique, lors du passage du groupe à l'émission de radio américaine In the Studio with Redbeard, à l'occasion de la sortie de l'album, que le nom provient des trois sections distinctes du morceau homonyme, dénommées A, B et C, et de l'ordre dans lequel celles-ci se répétaient à un moment de la composition, formant le mot « abacab ».
Le 2 octobre 1982 (jour de l'anniversaire de Mike Rutherford), Genesis retrouve Peter Gabriel sur la scène du Milton Keynes Bowl. À l'origine, il s'agit d'un concert que ce dernier a organisé pour récupérer l'argent qu'il a perdu sur la scène du festival WOMAD l'été précédent. Ses anciens partenaires de Genesis (avec Chester Thompson et Daryl Stuermer) acceptent de l'aider et font de ce concert, malgré la pluie, une émouvante réunion, devant 60 000 personnes. Au cours du concert, intitulé Six of the best, le sextet interprète essentiellement des titres de l'ère Gabriel dont Supper's Ready dans son intégralité. Tony Banks y ressort pour la circonstance sa guitare douze cordes. Le groupe joue également Solsbury Hill de Peter Gabriel, et Turn it on Again de Genesis avec Phil Collins au chant et Peter Gabriel à la batterie. Steve Hackett monte sur scène pour les rappels, I know what i like et The Knife. Cependant, excepté des enregistrements audio pirates, la prestation ne fait l'objet d'aucune captation sonore ni vidéo. Ce que regretta Rutherford des années plus tard : « J'y ai repensé et j’ai réalisé que nous avions commis une erreur en ne le filmant pas. Nous avions le sentiment que nous ne devions pas l’enregistrer car l’ensemble ne serait pas très bon en live. Il y avait des fausses notes. Mais nous aurions dû le faire quand même. C'était un moment que nous aurions dû capturer, erreurs comprises. »
En 1983, sort l'album Genesis (parfois appelé Shapes), qui rencontre un grand succès international. Cet album est jalonné de titres qui seront rarement oubliés sur scène ; le célèbre Mama, un des plus grands succès commerciaux et critiques du groupe, et Home By the Sea/Second Home By the Sea, qui renoue avec la tradition des longs morceaux mais interprétés à la "sauce" des années 1980, avec l'utilisation par Phil Collins d'une batterie électronique dans la seconde partie. That's All est aussi un succès à la sortie de cet album pour son côté décalé et sa mélodie à la Beatles, incluant un court solo au Synclavier avec une sonorité d'orgue Hammond, instrument que Tony Banks n'utilise plus depuis l'album Abacab.

### Apogéecommercial (1985-1996)

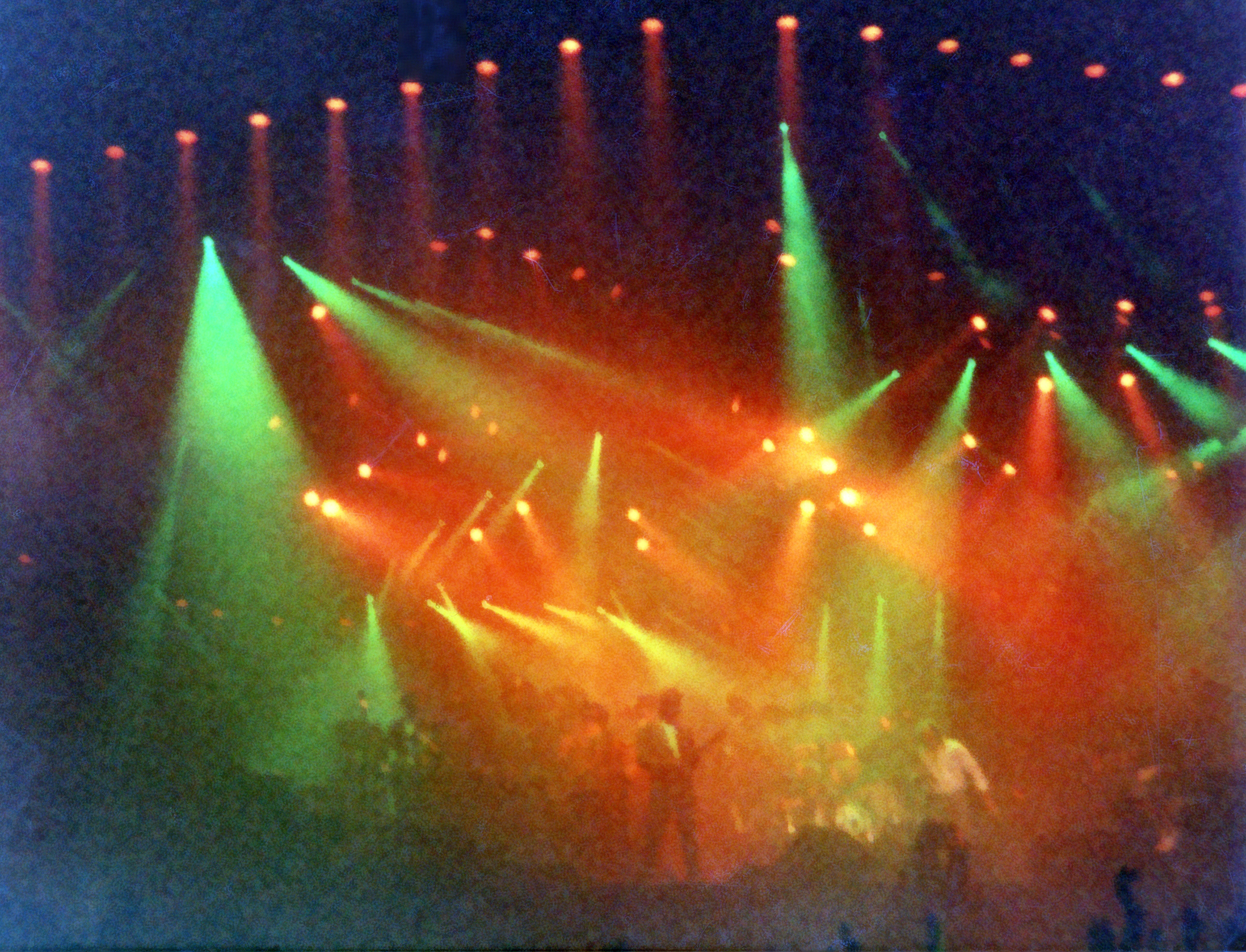
Genesis à Nancy le 14 juin 1987

En 1986 sort Invisible Touch, album au succès commercial phénoménal (plus de dix millions d'exemplaires vendus à travers le monde dont six millions aux États-Unis, devenant la meilleure vente du groupe dans ce pays) comprenant des succès radio comme Land of Confusion, Invisible Touch, Throwing It All Away, mais aussi des morceaux plus progressifs comme Domino, Tonight, Tonight, Tonight  ou The Brazilian. Cet album est accompagné par la plus grande tournée du groupe, le Invisible Touch Tour, qui l'amènera aux quatre coins du monde jusqu'en juillet 1987 avec comme point culminant une série de concerts donnée au Wembley Stadium devant plusieurs dizaines de milliers de spectateurs (performance qui sera filmée et commercialisée sous le nom de The Way We Walk). Chaque concert commence par la diffusion du clip-vidéo de la chanson Anything She Does, extraite du dernier album, dans lequel apparaît Benny Hill, le célèbre humoriste anglais, et à la fin duquel on voit les membres du groupe se rendre vers la scène.

Pendant ce temps-là, certains membres de Genesis connaissent également l'apogée commercial de leurs carrières solo respectives entre 1985 et 1991. Tout d'abord Mike Rutherford fonde le groupe Mike + The Mechanics en 1984 avec lequel il publie l'album homonyme en 1985 puis The Living Years en 1988, lesquels atteignent tous deux le haut des classements. Puis Phil Collins sort ses albums No Jacket Required en 1985 et...But Seriously en 1989 qui se vendent tous deux à plus de 15 millions d'exemplaires chacun. Peter Gabriel est au sommet de sa célébrité avec l'album So en 1986. Enfin Steve Hackett publie en 1985 un album avec le groupe GTR qu'il a fondé avec Steve Howe, ancien guitariste de Yes. Cet enchainement de succès pour les membres entraine une petite "rivalité" lorsque le tube Invisible Touch de Genesis est détroné de la première place par... Peter Gabriel avec Sledgehammer.

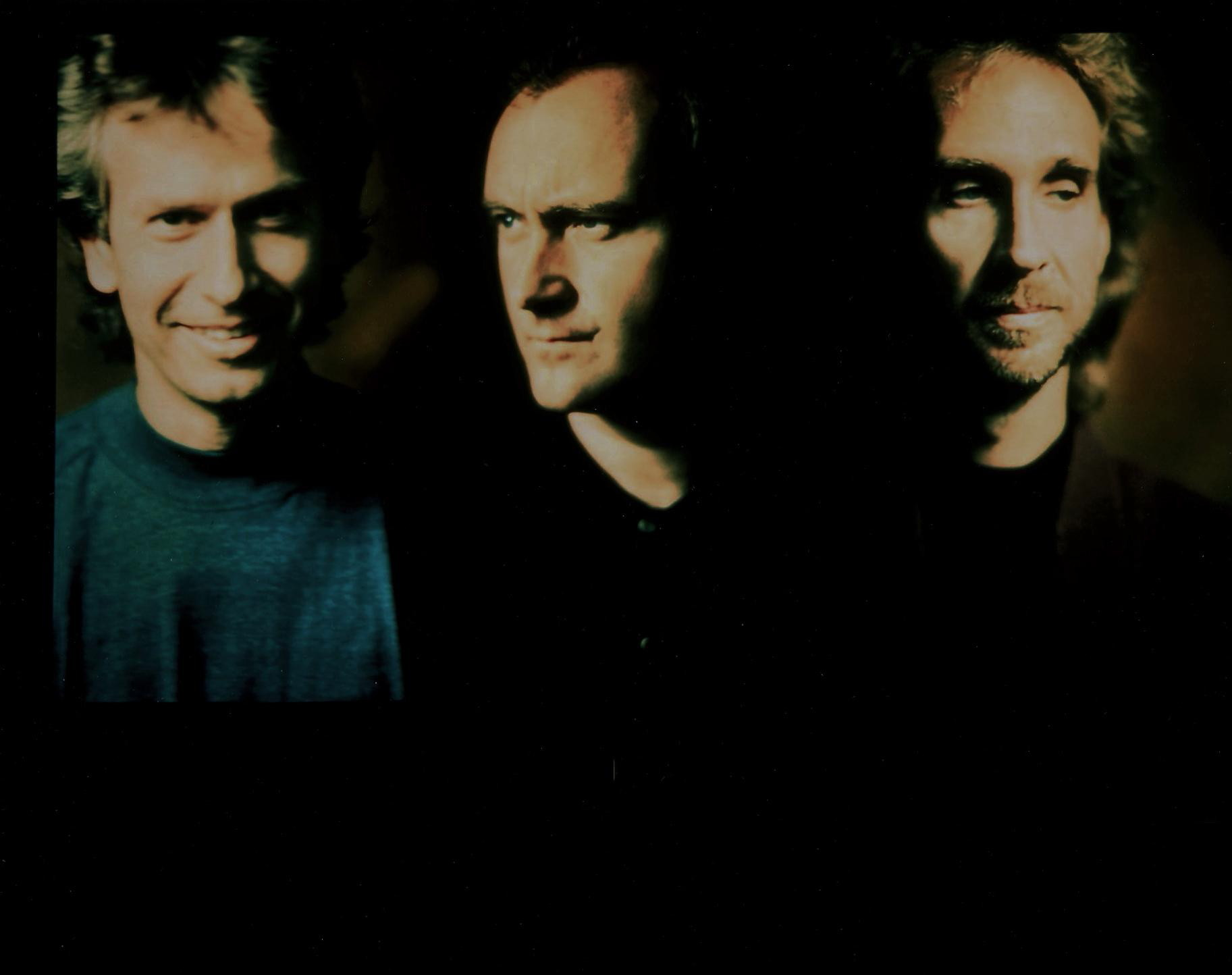
Le trio en 1991 : de gauche à droite Tony Banks, Phil Collins et Mike Rutherford.

Après une pause consacrée aux carrières solo respectives, un nouvel album de Genesis, We Can't Dance connaît de nouveau un grand succès international à sa sortie, en 1991. On trouve sur celui-ci le morceau I Can't Dance qui vise la montée importante de la musique techno, d'où son nom, qui signifie « je ne sais pas danser » en anglais, et les différents mimiques et gestes de Phil Collins durant les concerts. Sur ce disque est aussi présent le succès Jesus He Knows Me parodiant et critiquant le télévangélisme. Cet album propose aussi des titres plus longs et plus proches du rock progressif des premières années, comme Driving The Last Spike, avec des paroles écrites par Phil Collins (qui signe également les paroles de No Son of Mine), morceau traitant des dures conditions des ouvriers qui construisirent les chemins de fer britanniques au début du XXe siècle. Le dernier titre, Fading Lights, est beaucoup plus l'œuvre du claviériste Tony Banks. Cette chanson, par son texte, est en quelque sorte annonciatrice du départ de Phil Collins et renferme encore une fois, un des plus beaux moments de Tony Banks au synthétiseur. En concert, cette chanson sera interprétée uniquement par le trio, sans ses deux musiciens additionnels Daryl Stuermer et Chester Thompson, Phil Collins y alternant chant et batterie.

### Départ de Phil Collins et fin du groupe en demi-teinte (1996-1999)
En mars 1996, Collins annonce son départ de Genesis. Dans un communiqué, il déclare : « Ayant fait partie de Genesis pendant 25 ans, j'ai senti qu'il était temps de changer de direction dans ma vie musicale. Pour moi maintenant, ce sera de la musique pour des films, des projets de jazz et bien sûr ma carrière solo. Je souhaite aux gars de Genesis tout le meilleur pour leur avenir. Nous restons les meilleurs amis. » Collins est alors le membre le plus célèbre du groupe, enchaînant les projets (studio, en concert ou compilations de succès) et écrivant plusieurs titres pour des musiques de films, Tarzan entre autres. Mais il ne retrouve plus la même réussite que ses précédents albums sortis dans les années 1980 et met progressivement sa carrière solo en retrait dans les années 2000.
Rutherford et Banks choisissent de continuer l'aventure Genesis et remplacent au chant Phil Collins par l'Écossais Ray Wilson, l'ex-chanteur du groupe Stiltskin, de dix-huit ans cadet des deux autres musiciens. Les parties de batterie sont, quant à elles, partagées en studio par Nir Zidkyahu et Nick D'Virgilio. Curieusement, ce dernier a été le batteur de Spock's Beard, avant de remplacer son chanteur, à la manière de Collins. L'album Calling All Stations, sorti en 1997, « plus lourd et plus sombre » comme le décrit Rutherford, se vend bien en Europe, mais ne trouve pas son public aux États-Unis où le hip-hop, le rock alternatif et la pop pour adolescents (teen pop) ont supplanté le rock classique dans les ventes. Ainsi, une tournée nord-américaine de vingt-trois dates, initialement prévu à l'automne 1997, est annulée en raison d'un nombre de billets insuffisamment vendus. S'ensuit alors une série d'une cinquantaine de concerts en Europe, au cours desquels le trio Wilson-Banks-Rutherford est accompagné à la batterie par l'Israélien Nir Zidkyahu, et, du fait de Stuermer retenu avec Collins, à la guitare et à la basse par l'Irlandais Anthony Drennan (membre de The Corrs), lequel accompagnera bien des années plus tard Mike Rutherford dans Mike and The Mechanics. À côté de titres du nouvel album, ce nouveau quintette interprète sur scène des grands classiques de Genesis, époque Collins, mais aussi époque Gabriel, dont un medley acoustique Dancing with the Moonlit Knight / Follow You, Follow Me / Lover’s Leap, ce dernier extrait de Supper's Ready, et plus jamais joué depuis plus de vingt ans ! Le concert du 23 janvier 1998 au Spodek de Katowice est filmé et diffusé à la télévision polonaise (en 2009 la prestation fera l'objet d'une sortie en double CD : Live In Poland). En 1998, à l'issue de la tournée européenne, cette formation rajeunie et cosmopolite se sépare. Cette aventure permet à Ray Wilson de mener sa propre voie artistique où il reprendra à chaque concert des chansons de Genesis.
Cependant, Banks et Rutherford se retrouveront de temps en temps avec Collins, Phillips et Hackett, mais sans Gabriel. Tony Banks en dira que Genesis se « repose » et Collins exprimera l'espoir que les membres du groupe originel, incluant Peter Gabriel, jouent de nouveau ensemble.
En 1999, à l'occasion des vingt-cinq ans de la chanson originale sortie en 1974 sur l'album The Lamb lies down on Broadway, Peter Gabriel et Steve Hackett rejoignent le trio pour enregistrer The Carpet Crawlers 1999 en version remixée « années 1990 » par Nick Davis, qui a produit les albums We cant' dance et Calling all stations de Genesis. La nouvelle version figure sur l'album compilation Turn It On Again: The Hits. Comme à la grande époque, Peter est au chant principal et Phil à la batterie et en seconde voix.

### Réunions, nouvelle tournée et remastérisation du catalogue (2005-2009)
Au cours de l'automne 2005, Steve Hackett, Peter Gabriel et Phil Collins indiquent tour à tour à la presse qu'une réunion est envisagée. Selon eux, la question d'une réunion formelle des cinq membres de la formation « classique » de Genesis, Peter Gabriel, Tony Banks, Phil Collins, Steve Hackett et Mike Rutherford, est sérieusement envisagée et seules des objections liées aux engagements de chacun pourraient y faire obstacle. L'idée est de reprendre la totalité de The Lamb Lies Down on Broadway en tournée. Mais cela ne se fera pas, compte tenu notamment des atermoiements de Peter Gabriel.

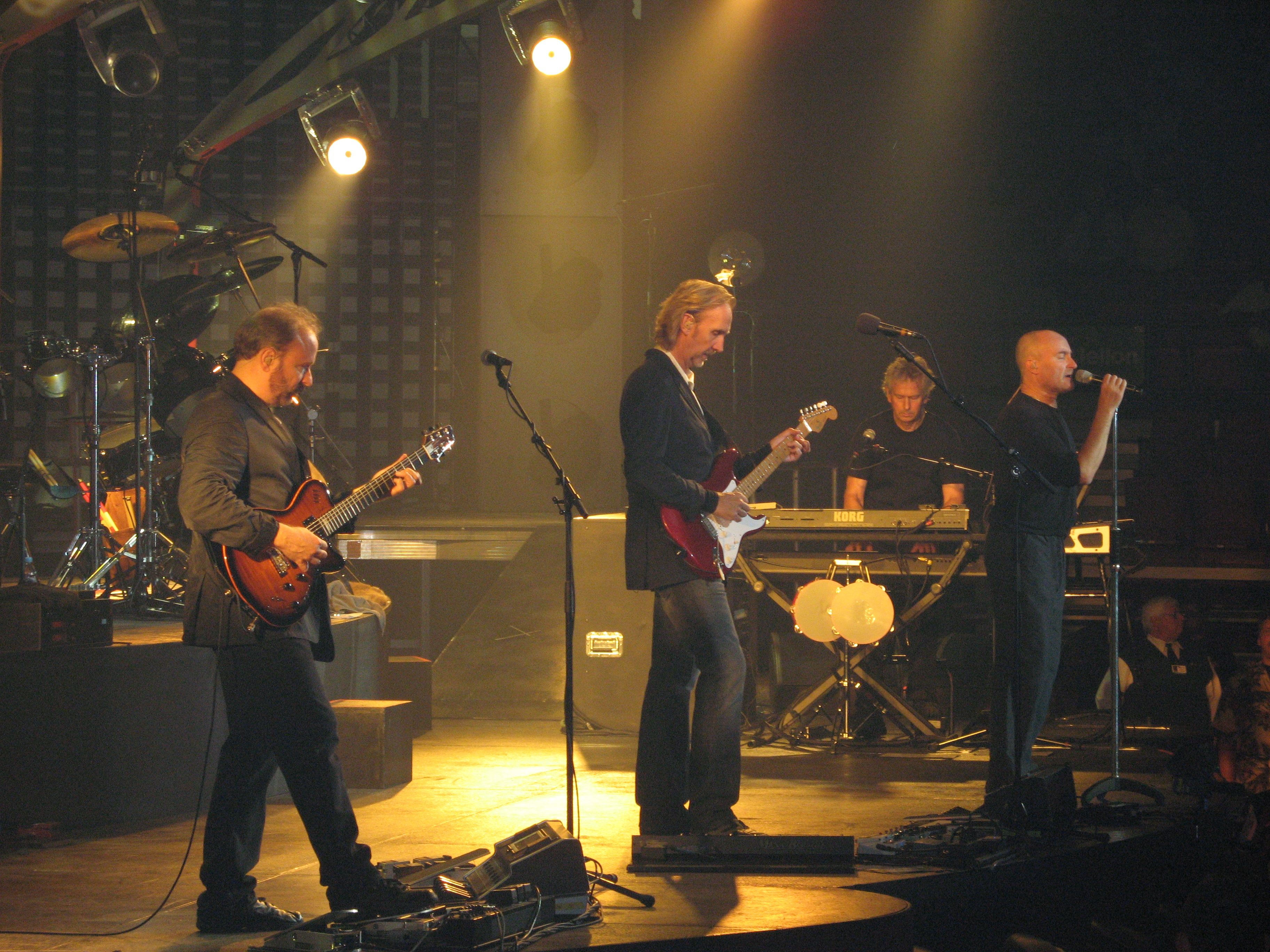
Genesis en concert à Pittsburg en 2007. De gauche à droite : Daryl Stuermer, Mike Rutherford, Tony Banks et Phil Collins

En octobre 2006, Tony Banks, Phil Collins et Mike Rutherford réservent des studios pour des répétitions. Phil Collins annonce qu'il s'agit de « voir ce que cela donne », mais que si ces répétitions devaient déboucher sur un album, il n'y aurait pas de grosse tournée mais quelques dates choisies. En novembre 2006, Phil Collins confirme finalement la réformation de Genesis avec Tony Banks et Mike Rutherford en compagnie des deux musiciens qui les ont accompagnés durant quinze ans : Chester Thompson et Daryl Stuermer. De ces retrouvailles naît le Turn it on Again Tour organisé en deux parties : tout d'abord une tournée européenne en juin et juillet 2007 puis une tournée nord-américaine en septembre et octobre 2007. Le groupe décide pendant la tournée de produire une compilation tirée des concerts européens, Live Over Europe 2007, qui parait sur deux CD le 3 décembre 2007. Ce CD reprend la meilleure version de chaque chanson de la liste préparée pour la tournée.
Cette même année 2007, le groupe joue le 7 juillet en ouverture du Live Earth à Londres où il interprète quatre titres : la suite instrumentale Behind the Lines/Duke's End et les chansons Turn it on again, Land of confusion et Invisible Touch. Le concert est diffusé en simultané dans plusieurs pays du monde.
A l'issue de la tournée mondiale, un triple DVD sort le 26 mai 2008. Il s'agit d'un concert filmé à Rome - d'où son nom, When in Rome -, le dernier de la tournée européenne, témoignage du concert donné le 14 juillet 2007 au Circo Massimo devant 500 000 spectateurs. Les premier et deuxième DVD comportent respectivement les première et seconde parties du concert avec chacun des bonus ; le troisième est un documentaire de cent cinq minutes, Come Rain or Shine, qui résume la reformation du groupe jusqu'au premier concert d'Helsinki sous une pluie battante - de là le titre - puis le dernier, à Rome. Des passages de ce documentaire laissent espérer une reformation à cinq, lors d'une tournée concernant l'album The Lamb Lies Down on Broadway. Cependant, lors d'une entrevue à l'émission Tout le monde en parle le 3 octobre 2010, Phil Collins affirme qu'il ne croit plus en une telle réunion.
Le 10 novembre 2008 sort le dernier coffret (vert) regroupant les premiers albums du groupe excepté From Genesis to Revelation. Une rumeur fait état de la sortie prochaine d'un coffret comportant les live enregistrés : Genesis Live, Seconds Out, Three Sides Live, The Way We Walk et Live Over Europe. La maison de disques annonce la commercialisation de ce coffret pour le 29 septembre 2009 : il comporte finalement tous les albums publics du groupe à l'exception du dernier, Live Over Europe 2007. Cependant, une place lui est réservée dans le boîtier. Chaque album est remasterisé, et certains comportent des bonus - par exemple, cinq chansons issues de la tournée de The Lamb en 1975 sont ajoutées à Genesis Live. Le double live The Way We Walk est remis dans l'ordre de la playlist du concert, contrairement à sa première édition sortie sur deux CD, un pour les chansons courtes et un pour les longues.
Depuis la tournée mondiale de 2007, Genesis n'est plus en activité et on estime alors qu'il y a de fait peu de chances que le groupe se produise de nouveau, sur scène ou sur disque. D'une part, chacun des trois membres originaux se consacre à des projets personnels, mais surtout, Phil Collins n'est plus en mesure de jouer de batterie. Un problème vertébral, dû selon lui à sa « position durant des dizaines d'années derrière la batterie » lui a fait perdre toute sensibilité dans les mains, ce qui l'empêche de manier ses baguettes. Après un dernier album solo en 2010 et une ultime série de concerts la même année, Collins décide d'ailleurs de mettre sa carrière musicale entre parenthèses.
Le 26 mars 2009, John Mayhew, batteur du groupe sur l'album Trespass (1970) meurt à Glasgow d'une attaque cardiaque.
En 2014, le groupe se réunit de nouveau pour la réalisation d'un documentaire en partenariat avec la BBC retraçant son histoire.

### Nouvelles tournées au Royaume-Uni, en Irlande et en Amérique du Nord (2021)
Le 4 mars 2020, le groupe annonce sa reformation pour une tournée en novembre et décembre 2020 au Royaume-Uni et en Irlande : Phil Collins,Tony Banks et Mike Rutherford, y seront accompagnés par le fidèle guitariste-bassiste Daryl Stuermer, et à la batterie, tenue habituellement par Chester Thompson, par le jeune Nicholas Collins, fils de Phil,.
La première répétition du groupe a lieu à New York en janvier 2020 pour « voir s'ils étaient bons » comme le déclare Mike Rutherford dans une interview. Puis les véritables répétitions se sont déroulées en octobre et novembre de la même année. Sur la courte vidéo de répétition diffusée sur la chaine Youtube officielle du groupe en janvier 2021, on aperçoit en plus deux choristes masculins. Leur identité est révélée sur le documentaire Genesis The Last Domino ? diffusé en ligne : Daniel Pearce (en) et Patrick Smyth.
Du fait de la pandémie de Covid-19, la tournée, baptisée The Last Domino? Tour est reportée d'abord en avril 2021, puis finalement en septembre de la même année, débutant par deux concerts à l'Arena de Dublin les 15 et 16 et s'achevant un mois après par trois dates à l'O2 Arena de Londres. Cependant, le 18 avril 2021, dans une nouvelle interview en podcast, Mike Rutherford déclare aux animateurs de Rockonteurs Gary Kemp et Guy Pratt qu'il doute que les dates au Royaume-Uni et en Irlande se déroulent réellement cet automne (« Je ne peux pas l'envisager pour le moment »), mais qu'il espère voir le groupe traverser l'océan pour quelques dates nord-américaines à la fin de cette année.

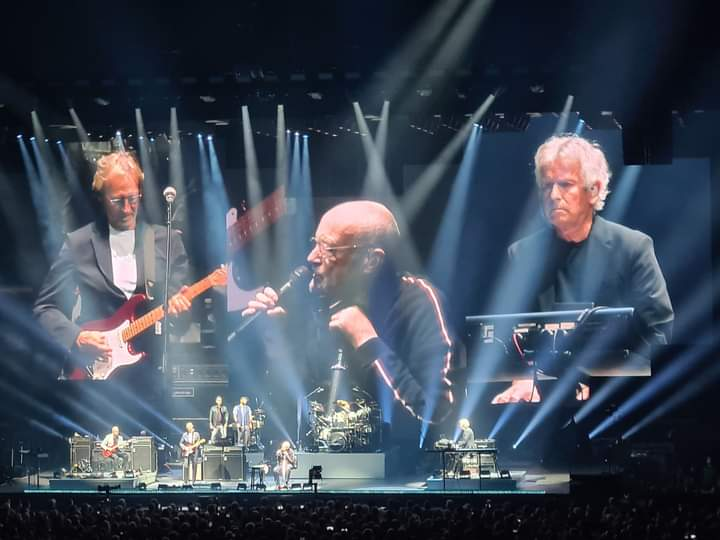
Genesis en concert à Berlin le 7 mars 2022 : Mike Rutherford (guitare), Phil Collins (chant) et Tony Banks (claviers), accompagnés par Daryl Stuermer (basse), Nic Collins (batterie), Daniel Pearce et Patrick Smyth (choeurs)

Le 2 mai 2021, les billets pour la tournée nord-américaine sont en prévente sur le site officiel du groupe : douze concerts sont prévus aux États-Unis et deux au Canada (Montréal et Toronto), débutant le 15 novembre à Chicago et se terminant un mois plus tard à Boston. Le premier concert de cette tournée a lieu le 20 septembre 2021 à Birmingham. Du fait de sa santé dégradée (douleurs dans les vertèbres et dans la hanche), Phil Collins chante assis sur une chaise, son fils Nicholas évoluant à la batterie derrière lui. Phil considère son fils comme « la colonne vertébrale de cette nouvelle incarnation de Genesis » et déclare qu'« il joue les parties de son père avec une remarquable précision ».
A coté de célèbres chansons pop de la période 1980-1991 (Turn It On Again, Mama, Land of Confusion, No Son of Mine, Duchess, Throwing It All Away, Tonight, Tonight, Tonight, Invisible Touch, I Can't Dance, Afterglow), le répertoire est constitué de longues parties instrumentales (Behind The Lines/Duke's End, Home By The Sea, Fading Lights, The Cinema Show, Domino, Firth of Fifth), d'un set acoustique (That's All, The Lamb Lies Down on Broadway, Follow You, Follow Me) et de chansons ou d'extraits de chansons de « l'ère Gabriel » (I Know What I Like, Dancing With the Moonlight Knight, The Carpet Crawlers),.
Cependant le groupe annonce l'annulation des quatre derniers concerts de la tournée britannique (Glasgow et Londres) du fait de l'un de ses membres contaminé par le virus de la Covid-19, mais sans préciser lequel,.
Le 25 octobre, le groupe annonce une mini-tournée européenne en mars 2022 qui passe par Berlin, Hanovre, Cologne, Paris (16 et 17 mars) et Armsterdam pour se terminer par les trois concerts de Londres reportés du fait de la Covid,,.
Dans une interview accordée à Mojo et publiée le 23 septembre 2021, Phil Collins déclare que le groupe cesserait d’exister après la tournée, faisant de The Last Domino ? la tournée finale du groupe, tandis que Tony Banks reste ouvert à l’idée que le groupe continue.

## Style musical
Si la première période de Genesis est couramment rattachée au courant du rock progressif, Phil Collins indique n'avoir « jamais pensé que nous étions comme Yes, ELP, Jethro Tull ou Pink Floyd et lorsque les punks sont arrivés et ont dit : « Tout ce bazar, c'est de la merde, ils sont gonflants, ce sont de vieux cons », j'étais d'accord avec eux, puis j'ai découvert qu'ils pensaient que nous étions aussi comme cela, ce qui est complètement fou ».

## Communication

### Identité visuelle

Logos de Genesis
Logo sur From Genesis to Revelation (1969).
Logo sur Trespass (1970).
Logo sur Selling England by the Pound (1973).
Logo sur The Lamb Lies Down on Broadway (1974).
Logo sur A Trick of the Tail (1976).
Logo sur ...And Then There Were Three... (1978).
Logo sur Duke (1980).
Logo sur Abacab (1981).
Logo sur Genesis (1983).
Logo sur Invisible Touch (1986).
Logo sur We Can't Dance (1991).
Logo sur The Last Domino? Tour (2020-2022).

### Accords commerciaux
En 1992, Volkswagen parraine la tournée européenne du groupe Genesis, comportant vingt-cinq concerts en trente-quatre jours dans quatorze pays. À cette occasion, le constructeur lance deux séries spéciales Genesis des Polo II (2F) et Golf I cabriolet, équipées d'une sonorisation particulière mais également de sièges, volant et autocollants de carrosserie griffés Genesis, plus feux antibrouillard, vitres teintées et autres options.

## Membres

### Derniers membres
- Tony Banks : claviers (1967-1999, 2006-2007, 2020-2022), guitare acoustique 12 cordes (1967-1980), chœurs (1967-1999, 2006-2007), vocodeur (1980-1999)
- Mike Rutherford : basse, guitare 12 cordes et acoustique 6 cordes (1967-1999, 2006-2007, 2020-2022), chœurs (1967-1999, 2006-2007), guitare double-manche 12 cordes et basse, pédalier basse (1971-1999, 2006-2007, 2020-2022), guitare électrique 6 cordes (1977-1999, 2006-2007, 2020-2022), et occasionnellement batterie (1981-1982 sur Who Dunitt? en concert)
- Phil Collins : batterie, chœurs (1970-1996, 2006-2007), percussions (1970-1996, 2006-2007), chant (1971 sur un titre, 1973 sur un titre, 1975-1996, 2006-2007, 2020-2022), boîte à rythmes (1980-1996, 2006-2007, 2020-2022), batterie électronique (1983-1996, 2006-2007), tambourin (2020-2022)

#### Musiciens de tournée
- Daryl Stuermer : guitare, basse, pédalier basse (1978-1992, 2006-2007, 2020-2022), chœurs (1978-1992, 2006-2007)
- Nicholas Collins : batterie, percussions (2020-2022)
- Daniel Pearce : chœurs, percussions (2020-2022)
- Patrick Smyth : chœurs, tambourin (2020-2022)

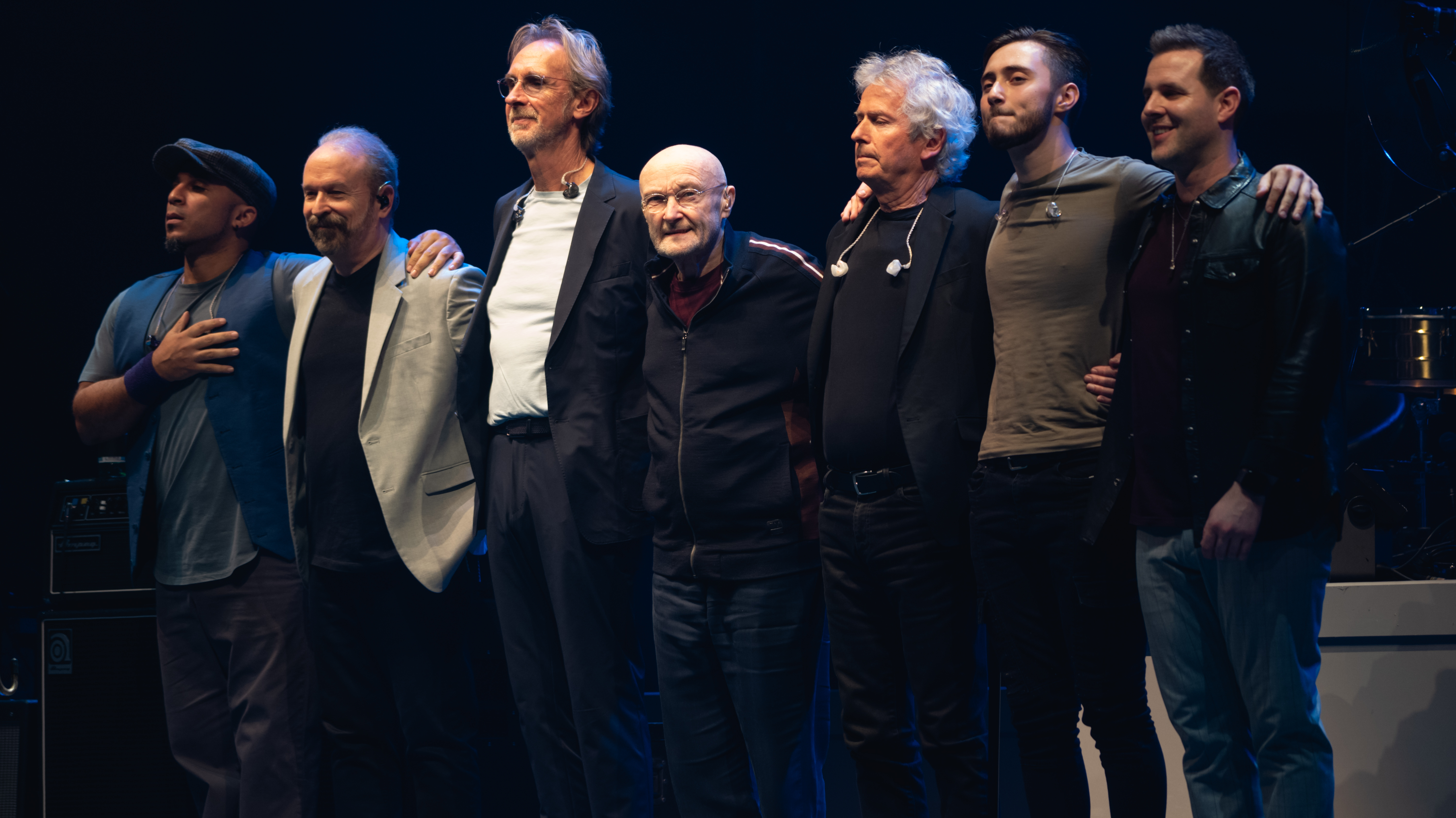
Les musiciens de Genesis sur scène en 2022. De gauche à droite : Daniel Pearce, Daryl Stuermer, Mike Rutherford, Phil Collins, Tony Banks, Nic Collins et Patrick Smyth.

### Autres membres
- Peter Gabriel : chant, flûte traversière, hautbois, percussions (1967-1975, concert du 2 octobre 1982)
- Anthony Phillips : guitare 12 cordes, guitare électrique, chœurs (1967-1970)
- Chris Stewart : batterie (1967-1968)
- Jonathan Silver : batterie (1968-1969)
- John Mayhew (†) : batterie, percussions, chœurs (1969-1970), mort le 26 mars 2009
- Steve Hackett : guitare électrique et acoustique (1971-1977, rappel du concert du 2 octobre 1982)
- Ray Wilson : chant, guitare acoustique, harmonica (1997-1998)

#### Membre suppléant
- Mick Barnard : guitares électrique et acoustique (1970-1971)

#### Musiciens de tournée
- Bill Bruford : batterie, percussions (1976)
- Chester Thompson : batterie, percussions (1977-1992, 2006-2007)
- Anthony Drennan : guitare, basse, pédalier basse, chœurs (1997-1998)
- Nir Zidkyahu : batterie, percussions (1997-1998)

#### Musiciens de studio
- Nir Zidkyahu : batterie (1997)
- Nick D'Virgilio : batterie (1997)

### Chronologie
T : en tournée seulement
I : invité

## Discographie

### Albums studio

#### En quintette
- 1969 : From Genesis to Revelation
  - Réédité en 1974 sous le titre In The Beginning
  - Réédité en 1980 sous le titre Where The Sour Turns To Sweet
  - Réédité en 1987 sous le titre And The Word Was
  - Réédité en 1993 sous le titre Genesis in Wonderland, pour le marché italien uniquement, par le label Dog 'N' Roll. Boîtier métallique[48].
  - Réédité en 2005 en « édition deluxe » agrémentée d'un CD bonus 13 titres composé principalement de démos.
- 1970 : Trespass
- 1971 : Nursery Cryme
- 1972 : Foxtrot
- 1973 : Selling England by the Pound
- 1974 : The Lamb Lies Down on Broadway

#### En quatuor
- 1976 : A Trick of the Tail
- 1976 : Wind and Wuthering

#### En trio
- 1978 : ...And Then There Were Three...
- 1980 : Duke
- 1981 : Abacab
- 1983 : Genesis
- 1986 : Invisible Touch
- 1991 : We Can't Dance

#### Avec Ray Wilson
- 1997 : Calling All Stations

#### Divers
- 2008 : discographie complète en 2007 et 2008 remixée en 5.1 sur supports SACD et DVD-Audio, albums disponibles individuellement ou sous forme de trois coffrets avec bonus et inédits classés par période.

### EP (extended play— maxi singles)
- 1977 : Spot the Pigeon (Banks, Rutherford, Hackett, Collins)
- 1982 : 3×3 (Banks, Rutherford, Collins)

### Albums en concert

#### En quintette
- 1973 : Genesis Live

#### En quatuor
- 1977 : Seconds Out - En concert à Paris.

#### En trio
- 1982 : Three Sides Live. La face 4 des éditions française et américaine comporte des enregistrements studio, mais l'édition britannique inclut des enregistrements en public de la tournée de 1981 et deux titres de la tournée de 1976 avec Bill Bruford et Steve Hackett.
- 1992 : The Way We Walk, Volume One: The Shorts
- 1992 : The Way We Walk, Volume Two: The Longs
- 2007 : Live Over Europe (compilation de la tournée européenne à partir de la plupart des villes traversées dont Paris).
- 2023 : BBC Broadcasts (Compilation avec des enregistrements pour la plupart inédits pour la BBC période 1970-1998 - Le coffret 5CD comprend des contributions des trois chanteurs du groupe, Peter Gabriel, Phil Collins et Ray Wilson)

### Compilations
- 1973 : Presenting Genesis. Charisma Records CAS 101.
- 1974 : 70s Pop Sound Spanish Charisma. Charisma 6369 936.
- 1975 : Pop Giants Volume 22 - version brésilienne de Nursery Cryme. Charisma 6369 906.
- 1975 : Genesis Collection Volume 1 - compilation comprenant Trespass et Nursery Cryme avec poster inclus. Charisma 102.
- 1975 : Genesis Collection Volume 2 - compilation comprenant Foxtrot et Selling England by the Pound avec poster inclus. Charisma 103.
- 1975 : Rock Theatre - Genesis - sortie dans différents pays : Allemagne, Grèce, Nouvelle-Zélande, Japon, Brésil, Italie, Argentine.
- 1975 : The Best Of Genesis - Norvège. Charisma 9299 707.
- 1976 : The Best... Genesis - États-Unis et Canada, compilation de Nursery Cryme et Foxtrot. Buddah Records BDS 5659-2.
- 1978 : The Story Of Genesis - compilation japonaise de collection, contient un livret de huit pages. SFX-10061-2.
- 1979 : Genesis - compilation rare de Nursery Cryme et Foxtrot. Charisma CA-2-2701.
- 1981 : Genesis - compilation italienne, contient un livret de pages en italien avec des photos très rares. Super Srat records SU-1004.
- 1981 : Genesis - compilation allemande sur disques Amiga. Amiga 8 55 840.
- 1982 : Genesis - boîtier canadien réunissant les albums Selling England by the Pound à Abacab, avec l'EP Spot The Pigeon et le livre d'Armando Gallo I Know What I like, trois photos et deux posters. Aucun numéro de catalogue. Édition limitée à 2 000 exemplaires.
- 1983 : El Rock en el Tiempo - Argentine - version de Rock Theatre sorti en Argentine avec une pochette différente. Charisma 9299 515.
- 1985 : Genesis: Il Rock De Agostini - compilation italienne comprenant des titres du tout premier album jusqu'à des chansons avec la formation en trio. Vertigo 1123 124.
- 1986 : Genesis - boîtier australien contenant les albums de Trespass jusqu'à Duke et la vidéo Mama Tour. Virgin GEN BOX 1.
- 1987 : Genesis - boîtier scandinave contenant les albums de Trespass à Mama. Virgin Records 15-5887.
- 1987 : Genesis - compilation hollandaise contenant les albums Abacab et Genesis. Vertigo 832 176-1.
- 1991 : Turn It On Again - Best Of 81 - 83 - compilation sur disques Vertigo sortie dans plusieurs pays.
- 1992 : Genesis Retrospective - compilation portugaise sur disques Edison. LPRO 1004.
- 1998 : Genesis Archives 1967 - 1975 - boîtier de quatre disques, enregistrés à l'époque du groupe où Peter Gabriel était le chanteur. Comprend des enregistrements démos, des chansons live pour la BBC ainsi que des versions rares tirées du premier album From Genesis To Revelation. Contient aussi les chansons autrefois disponibles seulement en singles, Happy The Man et Twilight Alehouse. Renferme aussi un concert complet de The Lamb Lies Down On Broadway enregistré au Shrine Auditorium de Los Angeles le 24 janvier 1975.
- 1999 : Turn It On Again The Hits. Compilation de 18 titres, essentiellement époque Collins (un titre époque Gabriel, un titre époque Wilson), avec en piste bonus une version réenregistrée avec Peter Gabriel et Steve Hacket de The Carpet Crawlers.
- 2000 : Genesis Archives 1976 - 1992 - boîtier de trois disques enregistrés à l'époque où Phil Collins était chanteur et batteur du groupe.
- 2004 : Platinum Collection.
- 2007 : Turn It on Again : The Hits [The Tour Edition].
- 2007 : Genesis 1976 - 1982 - boîtier de 12 disques CD et DVD comprenant les albums A Trick Of The Tail, Wind And Wuthering, And Then There Were Three, Duke et Abacab + 1 DVD correspondant pour chacun des albums.
- 2007 : Genesis 1983 - 1998 - boîtier de 10 CD er DVD comprenant les albums Genesis, Invisible Touch, We Can't Dance et Calling All Stations plus des pièces disponibles auparavant seulement en simples.
- 2008 : Genesis 1970 - 1975 - boîtier de 13 CD et DVD axés sur la période Peter Gabriel.
- 2008 : Genesis - 14 From Our Past.
- 2009 : Genesis Live 1973 - 2007 - boîtier de 8 CD et 3 DVD pour un total de 11 disques. Contient tous les albums en concert sauf Live Over Europe.
- 2014 : R-Kive - boîtier de 3 CD.
- 2021 : The Last Domino?.

## Vidéographie

### VHS et DVD
- 1980 : The Old Grey Whistle Test (tournée au Lyceum Ballroom de Londres, disponible en DVD).
- 1980 : The Story Of Albert (filmé durant la tournée Duke, disponible en DVD).
- 1982 : Three Sides Live Tour (d'abord édité en vidéo VHS, a été transféré en DVD en 2009 chez Virgin puis réédité en Blu-Ray en 2014 chez Eagle Vision).
- 1985 : Genesis Live The Mama Tour (d'abord édité en VHS et en Laserdisc, a été réédité en DVD en 2009 et inclut dans le boîtier The Movie Box).
- 1988 : Genesis Videos - Volume 1 (1er volume en VHS de clips vidéos que l'on retrouvera en 2005 sur le DVD The Video Show).
- 1988 : Genesis Videos - Volume 2 (2nd volume en VHS de clips vidéos que l'on retrouvera en 2005 sur le DVD The Video Show).
- 1988 : Genesis Invisible Touch Tour - Concert filmé à Wembley en juillet 1987 (version VHS, rééditée en DVD en 2004 sous Live at Wembley Station). Une version limitée contient un CD 2 titres avec la suite Domino/The last Domino live.
- 1991 : Genesis - A History (disponible en VHS seulement).
- 1993 : The Way We Walk (VHS de la tournée We Can't Dance).
- 2001 : The Way We Walk (DVD de la tournée We Can't Dance).
- 2001 : The Genesis Songbook
- 2002 : The Way We Walk - 2 DVD (réédition de la version de 2001 avec un DVD bonus).
- 2004 : Inside Genesis - 1975 - 1980
- 2004 : Live At Wembley Stadium - Concert filmé à Wembley en juillet 1987 pendant la tournée Invisible Touch (initialement sortie en VHS).
- 2005 : Inside Genesis - 1970 - 1975 Documentaire.
- 2005 : The Video Show - Vidéo-clips du groupe, avec Phil Collins et Ray Wilson.
- 2006 : Genesis six hours Live - 1972 - 1980 - Coffret de 2 DVD sur 7 concerts du groupe ayant eu lieu de 1972 à la RTBF (télévision belge) à 1980 au Lyceum Theatre de Londres. Inclut le concert au Centre Sportif de l'université de Montréal le 2 avril 1974.
- 2006 : Genesis - Reflections. Documentaire.
- 2006 : Genesis Total Rock Review.
- 2006 : The Gabriel Era - 2 DVD + 1 livre.
- 2006 : The Ultimate Review - Coffret 3 DVD.
- 2006 : The Definitive Critical Review - 2 DVD.
- 2006 : Progressive Rock Legends: Ultimate Review - Boîtier de 6 DVD sur 6 groupes progressifs, soit Genesis, ELP, Pink Floyd, Yes, Supertramp et Van Der Graaf Generator. Chaque DVD étant consacré à chacun des groupes.
- 2007 : Genesis Live In London 1980 - Concert du Lyceum Theatre de Londres le 6 mai 1980.
- 2007 : Turning It On Again (documentaire 3 DVD).
- 2007 : Up, Close & Personal (inclut un livre).
- 2007 : Genesis In Their Own Words (inclut un livre)/
- 2007 : Genesis - Play It Again and Turn Us On Too (deux concerts - Le premier à Dusseldorf en Allemagne en juin 2007 et l'autre dans le cadre du Live Earth au Wembley Stadium en juillet 2007 ainsi qu'un concert au Knebworth Festival le 2 août 1992).
- 2008 : Genesis Afterglow (documentaire sur l'après Gabriel chez Genesis. Étrangement, sur la couverture figure une photo de Peter Gabriel avec la fleur de Supper's ready. 2 DVD).
- 2008 : Genesis : Classic Rock Tribute (The Classic Rock String Quartet - Genesis réarrangé et interprété par un quartet de cordes. Contient 13 chansons entre 1970 et 1980 de Looking for Someone à Please don't Ask).
- 2008 : Remember Knebworth 1978 Featuring Genesis.
- 2008 : Turning It On Again - 40th Anniversary Edition (coffret 3 DVD).
- 2008 : When In Rome (coffret 3 DVD).
- 2009 : Live in Poland (2 DVD - Concert en Pologne avec Ray Wilson, Anthony Drennan et Nir Z).
- 2010 : Live at Knebworth : Deluxe Edition (2 DVD - Artistes variés dont Phil Collins and the Serious Band et Genesis).
- 2014 : Genesis Sum of the Parts

### Vidéo clips
Chansons de Genesis sorties en clip vidéo par album :

#### 1976 -A Trick of the Tail
- 1976 : A Trick of the Tail
- 1976 : Robbery, Assault and Battery
- 1976 : Ripples

#### 1978 -...And Then There Were Three...
- 1978 : Many too Many
- 1978 : Follow you follow me

#### 1980 -Duke
- 1980 : Turn it on Again
- 1980 : Duchess
- 1980 : Misunderstanding

#### 1981 -Abacab
- 1981 : Abacab
- 1981 : Keep it Dark
- 1982 : Man on the Corner

#### 1982 -3X3
- 1982 : Paperlate

#### 1983 -Genesis
- 1983 : That's All
- 1983 : Mama
- 1983 : Illegal Alien
- 1983 : Home by the Sea / Second Home by the Sea

#### 1986 -Invisible Touch
- 1986 : Invisible Touch
- 1986 : Land of confusion
- 1986 : In Too Deep
- 1987 : Throwing It All Away
- 1987 : Tonight, Tonight, Tonight
- 1987 : Anything She Does

#### 1991 -We Can't Dance
- 1991 : No Son of Mine
- 1991 : I Can't Dance
- 1992 : Hold on My Heart
- 1992 : Jesus He Knows Me
- 1993 : Tell Me Why

#### 1997 -Calling All Stations
- 1997 : Congo
- 1997 : Shipwrecked
- 1998 : Not About Us

#### 1999 -Turn It On Again The Hits
- 1999 : The Carpet Crawlers 1999, clip d'une version réarrangée et réenregistrée du morceau The Carpet Crawlers issu de l'album de 1974 The Lamb Lies Down on Broadway, avec les membres du groupe de l'époque.

## Autres personnalités liées au groupe
- Richard MacPhail : road manager de Genesis depuis sa formation en 1967 jusqu'en 1973.
- Tony Stratton-Smith : manager de Genesis de 1970 à 1972, fondateur du label Charisma Records.
- Paul Whitehead : graphiste qui a dessiné les pochettes des albums Trespass, Nursery Cryme et Foxtrot entre 1970 et 1972.
- David Hentschel : ingénieur du son et producteur des albums de Genesis de 1971 à 1980.
- Tony Smith : manager de Genesis à partir de 1973.
- Betty Swanwick : graphiste qui a dessiné la pochette de l'album Selling England by the Pound en 1973.
- Hipgnosis : collectif de graphistes qui a dessiné les pochettes des albums The Lamb Lies Down on Broadway, A Trick of the Tail, Wind and Wuthering et ...And Then They Were Three... entre 1974 et 1978.
- Lionel Koechlin : graphiste qui a dessiné la pochette de l'album Duke en 1980.
- Hugh Padgham : coproducteur des albums Genesis en 1983 et Invisible Touch en 1986.
- Nick Davis : coproducteur des albums : We Can't Dance en 1991 et Calling All Stations en 1998.

## Groupes hommages
De nombreux groupes hommages se produisent en concert en reprenant le répertoire et la scénographie de Genesis, voire de certains de ses membres en solo, dont :
- The Musical Box : groupe canadien créé en 1993, mondialement renommé. Son répertoire est orienté vers la période progressive du groupe (1970-1977) pour laquelle le groupe utilise dans ses concerts les costumes, effets visuels et instruments d'époque[49].
- Martin Levac : ancien batteur du groupe précédemment nommé, joue et chante les chansons de Genesis (époque Collins, réarrangées en version jazzy) et Phil Collins en tournée et sur disques[50].
- Still Collins : groupe allemand créé en 1995, très célèbre dans son pays. Le chanteur ayant un timbre similaire à celui de Phil Collins, le répertoire du groupe est plus axé sur la période pop-rock du groupe avec Phil Collins dont il reprend également des titres de sa carrière solo. Cependant Still Collins joue parfois le répertoire du milieu des années 1970 de Genesis, ainsi que certaines chansons de Peter Gabriel et de Mike + The Mechanics[51],[52].
- The Watch : groupe italien de rock progressif créé en 1997. Outre ses compositions personnelles, le groupe interprète en concert des pièces de l'ère progressive de Genesis dont certains albums dans leur intégralité, comme Foxtrot, Selling England By the Pound ou The Lamb Lies Down on Broadway[53],[54].